# Eurypylos (Sohn des Thestios)
Eurypylos (altgriechisch Εὐρύπυλος Eurýpylos) ist in der griechischen Mythologie ein Sohn des Thestios und der Eurythemis. Er hatte mehrere Geschwister, darunter eine Schwester namens Althaia, und nahm an der Jagd auf den Kalydonischen Eber teil. Als er anschließend Atalanta beleidigte, wurde er zusammen mit seinen Brüdern von seinem Neffen Meleagros getötet.